# Чалтыкьян, Армен Георгиевич
Армен Георгиевич Чалтыкьян (1937, Москва — 1994) — советский архитектор. Отец — архитектор Георгий Яковлевич Чалтыкьян.

## Биография
В 1960 году Армен Георгиевич окончил Московский архитектурный институт.
В начале карьеры проектировал и оформлял разделы крупнейших международных выставок в Париже, Брно, Генуе.
С 1968 года являлся членом Московского отделения Союза Художников.

## Работы
Нурекская ГЭС;Дом-музей Шолохова в станице Вешинская; Можайский Военный Санаторий в Красновидово; краеведческие музеи в Нижнем Тагиле и Коломне; Дом Культуры Фазотрон в Москве; наружное оформление и интерьер Московского Дома Фарфора.
Параллельно с проектировочной деятельностью занимался скульптурой и станковой живописью. Выставки живописных произведений экспонировались в Доме Учёных, МГУ, Доме Дружбы народов в восьмидесятых годах ⅩⅩ века.

## Последние годы
В последние двадцать лет жизни живопись и графика стали занимать центральное место в творчестве: за эти годы было создано множество живописных и графических портретов современников — людей самых разных профессий. Самобытная манера живописи созвучна направлению экспрессионизма (Эль Греко).

Семейное захоронение Чалтыкьянов на Армянском кладбище

Умер в 1994 году. Похоронен на Армянском кладбище.

## Интересные факты
Искусство Армена Чалтыкьяна всегда было чуждо социалистическому реализму. Среди главных произведений «полыхающие огнём и светом» монументальные полотна Симон Боливар (диптих), Большой натюрморт — Начало, Богоматерь с Младенцем, Месроп Маштоц (триптих), портрет Армянского Священника.

## Галерея

Примеры произведений Армена Георгиевича Чалтыкьяна
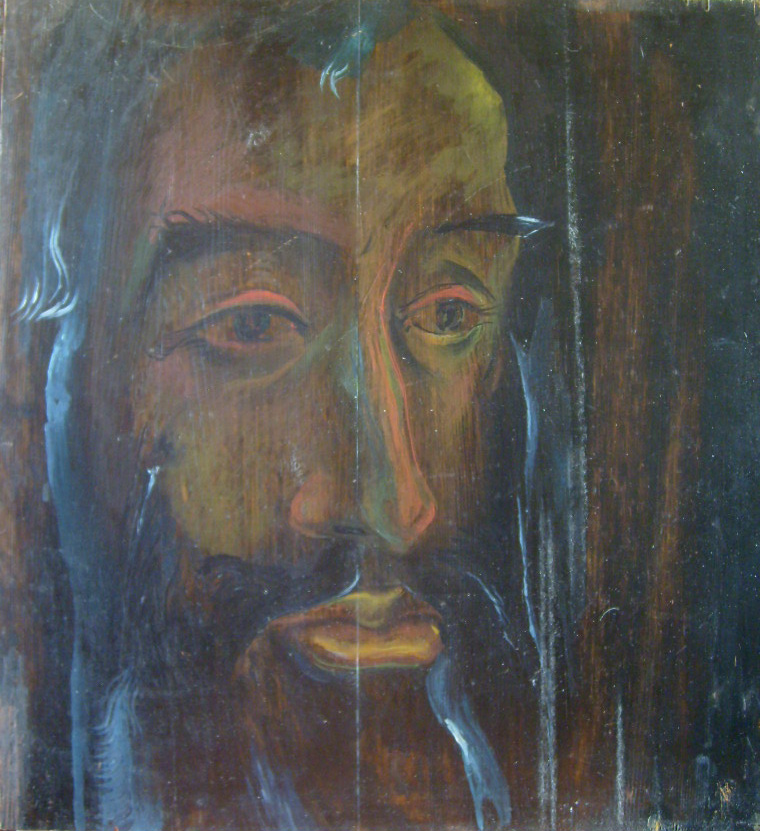
«Автопортрет»
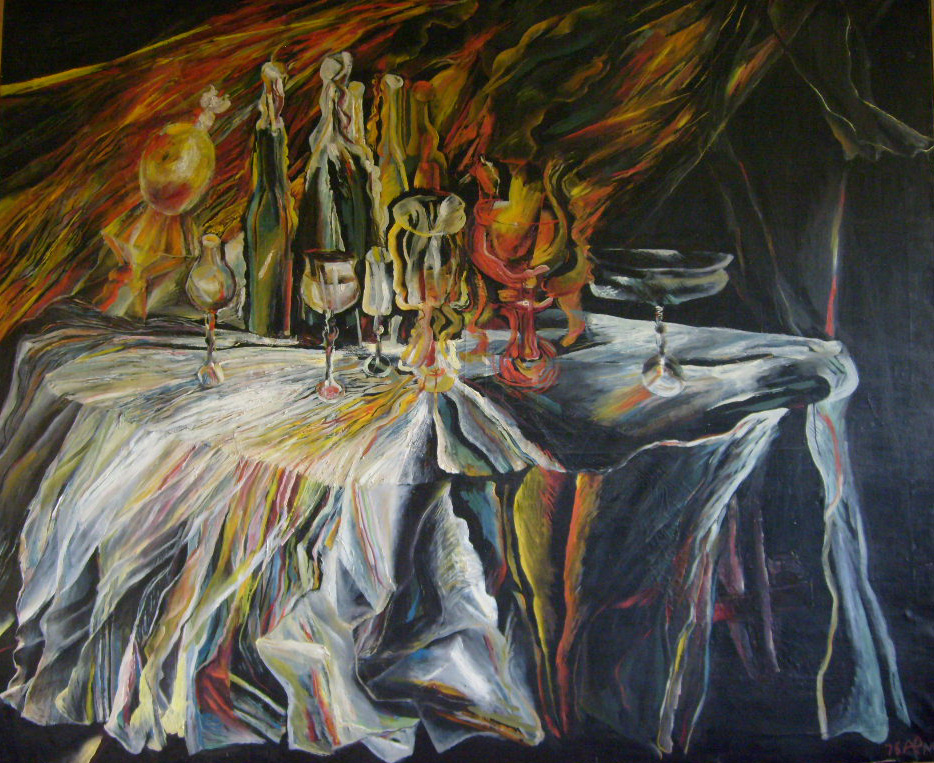
«Большой Натюрморт — Начало»
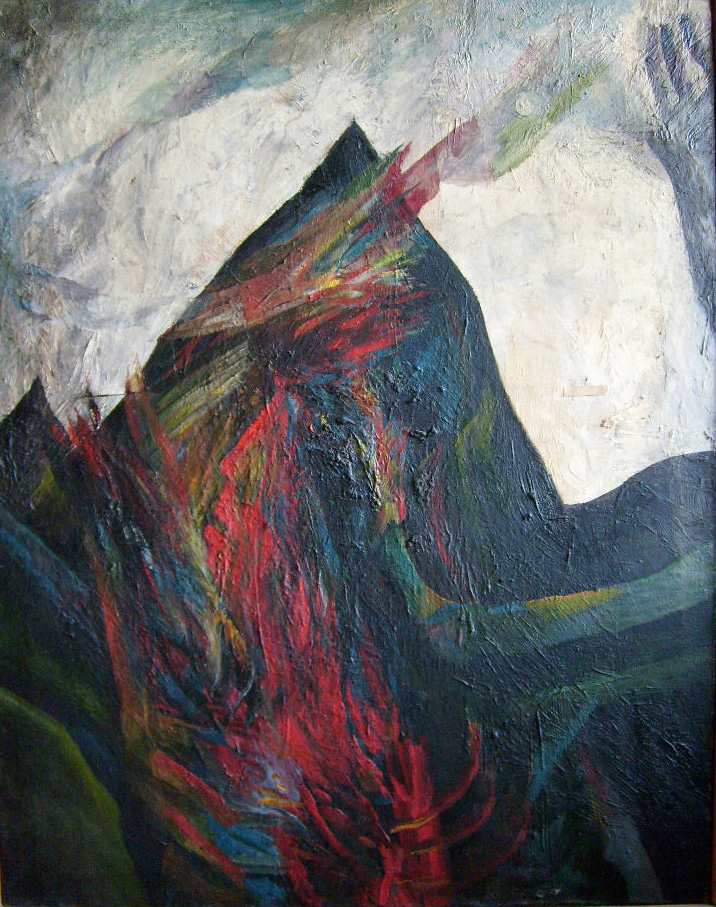
«Вулкан (Армянский Священник)»
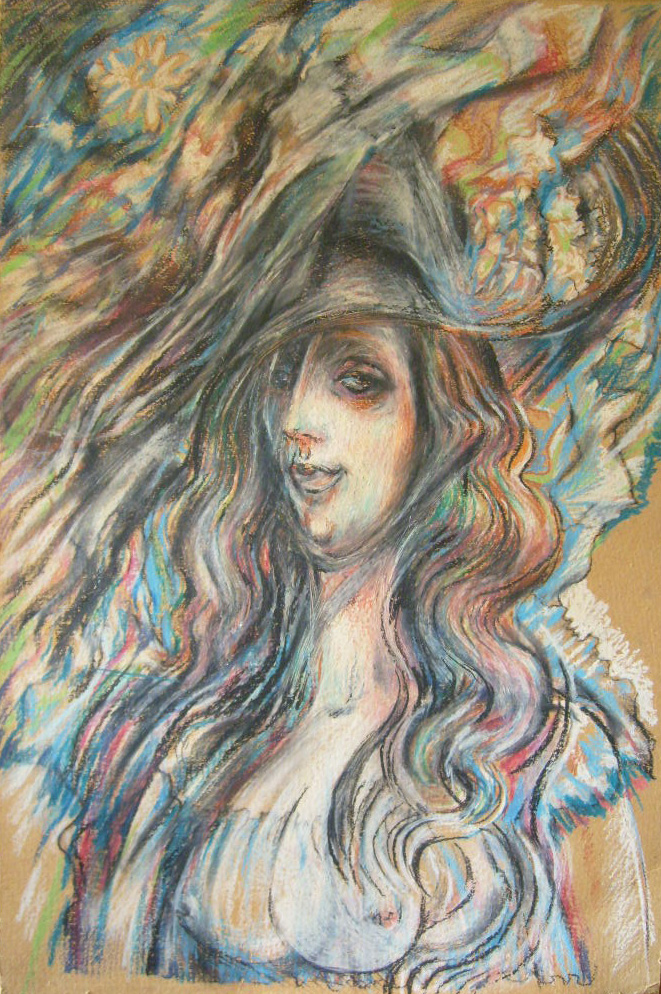
«Пастельный портрет в старинном стиле»
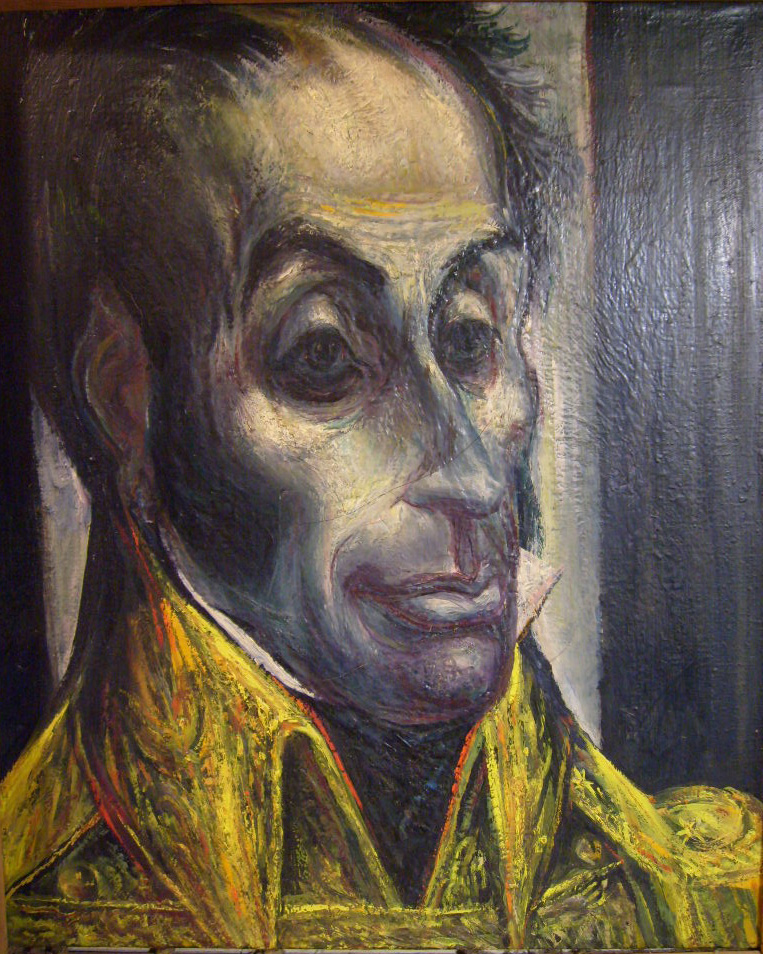
«Портрет Боливара»
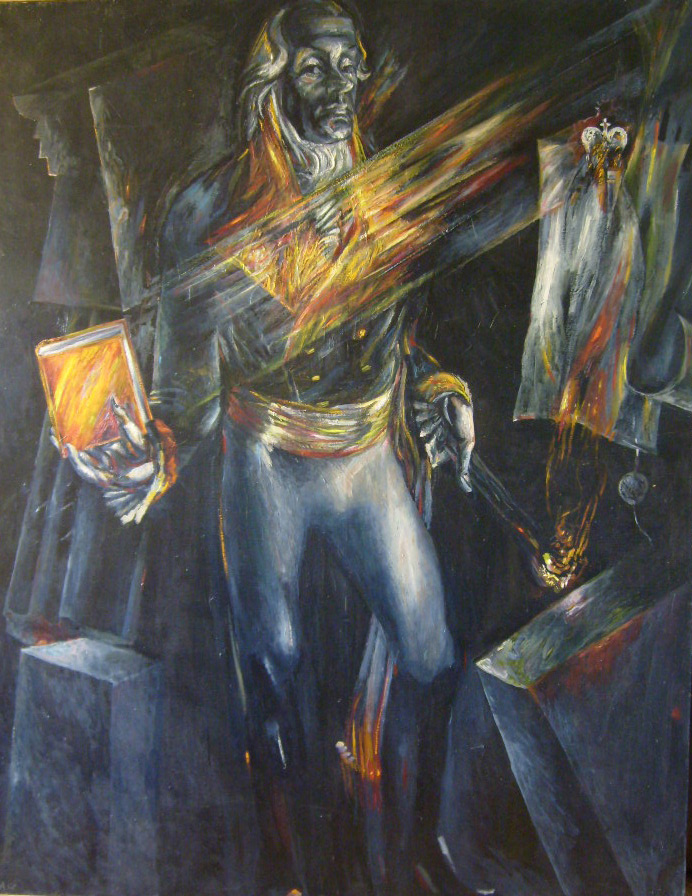
«Франсиско Миранда»
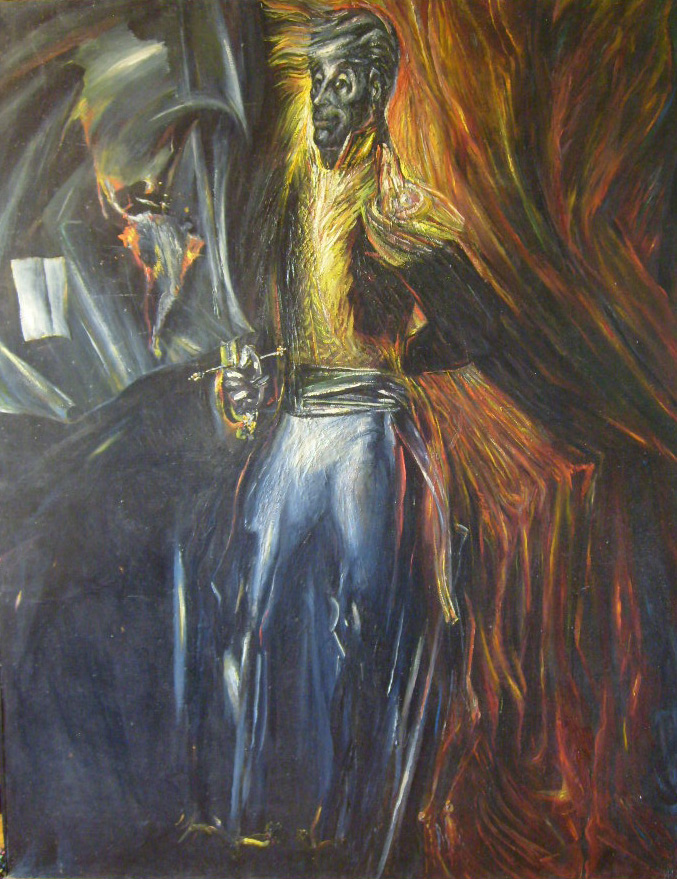
«Симон Боливар»
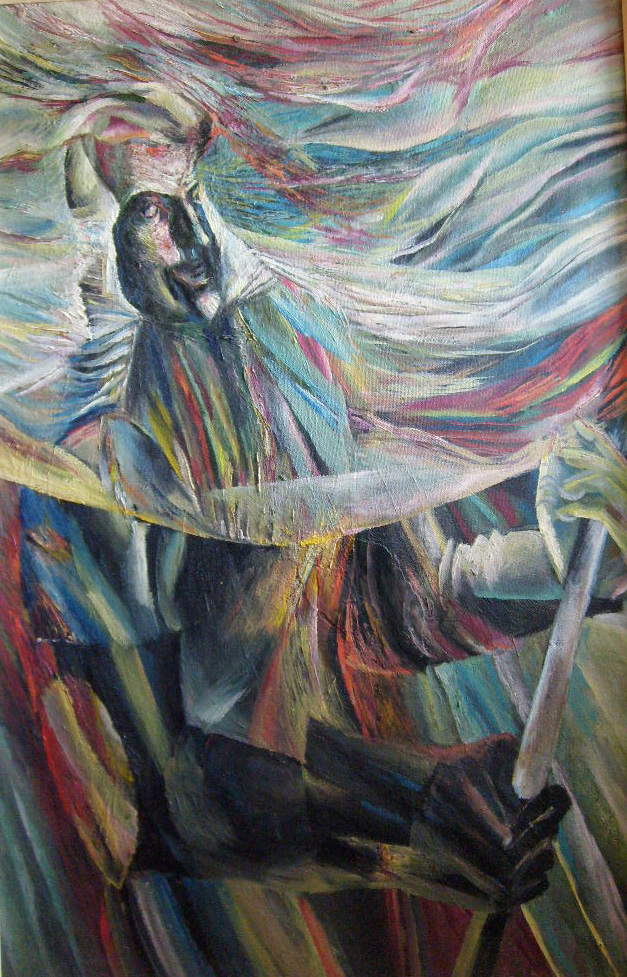
«Знаменосец»
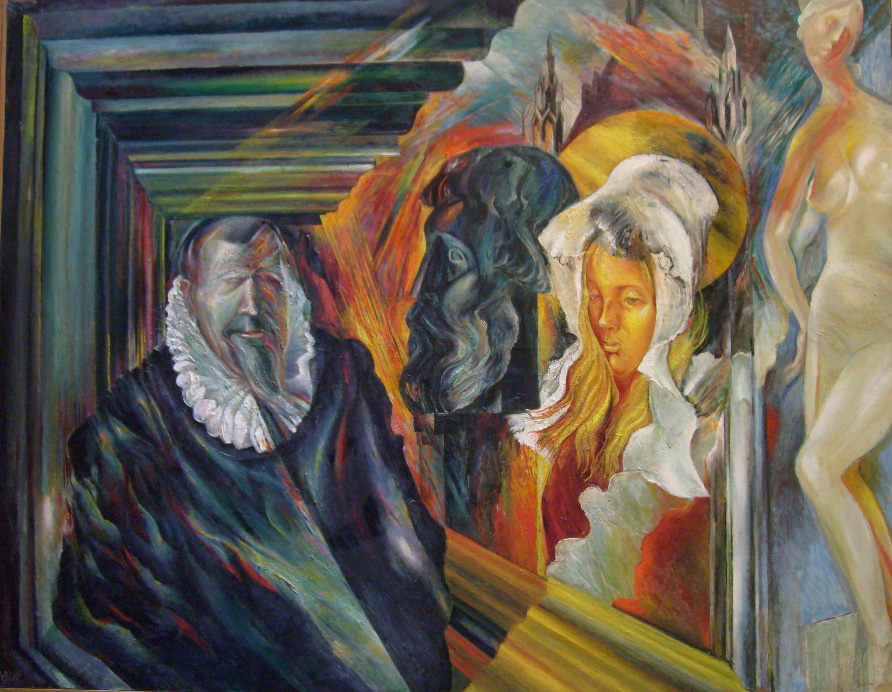
«Музей»
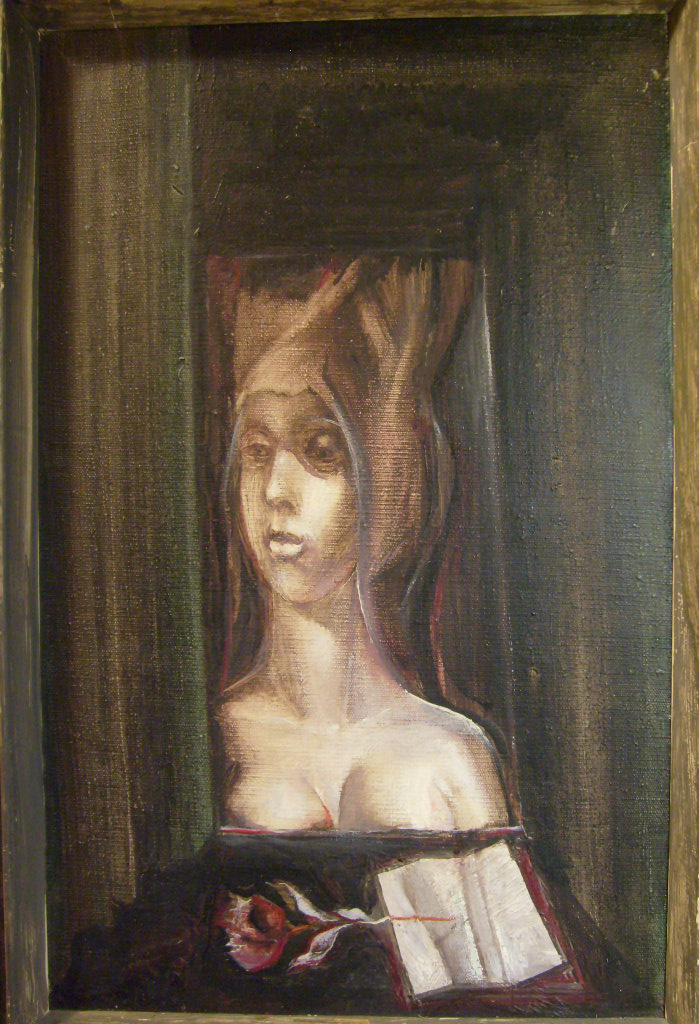
«Портрет в голландском стиле»